# Román Delgado Chalbaud
Román Delgado Chalbaud (Mérida, estado Mérida, Venezuela, 12 de abril de 1882-Cumaná, estado Sucre, Venezuela, 11 de agosto de 1929) fue un militar y político venezolano durante el gomecismo y padre de Carlos Delgado Chalbaud, presidente de Venezuela entre 1948 y 1950.

## Biografía
Nació del general Miguel Delgado Briceño (hijo de Santos Román Delgado Abreu hombre de tierras, y Abigail Briceño Gabaldón, cuyo abuelo descendía de don Rodrigo Briceño de las Bastidas y Rosales, teniente gobernador de Trujillo en 1637) y de Dolores Chalbaud y Cardona Calderón (hija de José Antonio Chalbaud y Cardona, un inmigrante franco español, y Dolores Calderón Carrillo). Fue el padre del militar y político Carlos Delgado Chalbaud, nacido en 1909.
Delgado ingresó a la Academia Naval Venezolana en Puerto Cabello, y en 1901 había obtenido el rango de Capitán. Fue comandante en jefe de la Armada venezolana durante la Revolución Libertadora dirigida por Manuel Antonio Matos contra la dictadura de Cipriano Castro. Entre 1906 y 1907 estuvo involucrado con un grupo llamado "La Conjura" opuesto a Juan Vicente Gómez, pero sin embargo apoyó el Golpe de Estado en Venezuela de 1908 de Gómez contra Castro.
Al año siguiente, Delgado fundó la Compañía Anónima de Navegación Fluvial y Costanera, que controlaba todo el transporte marítimo y fluvial de Venezuela, con el presidente Gómez como tenedor de algunas acciones. Delgado se identificó lo suficiente con el gomecismo para ser considerado un posible sucesor de Gómez. En 1911, Delgado visitó Europa para tratar de obtener apoyo financiero para una variedad de esquemas de desarrollo en Venezuela. Con algunos sectores de la opinión pública opuestos a los acuerdos, Gómez, que parecía haberlos apoyado, se opuso a ellos. 
En 1912, Delgado Chalbaud invitó a visitar el país al piloto estadounidense Frank E. Boland quien realiza en Caracas el primer vuelo en Venezuela que contó con la presencia del presidente Juan Vicente Gómez. Fue constructor y director de los Astilleros Nacionales llevando a cabo una de las obras de mayor envergadura e importancia estratégica para la época. En 1913 inició un movimiento conspirativo destinado a evitar la reelección de Gómez, el cual fue delatado. Fue detenido por el coronel Agustín Tirado Medina el 17 de abril de 1913, fue encarcelado en La Rotunda, donde permaneció con grilletes durante 14 años. En marzo de 1927 tras un decreto de amnistía fue exiliado en Francia.

## Expedición del Falke

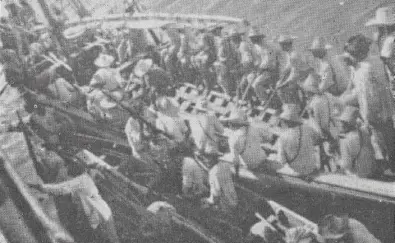
Guerrilleros del Falke desembarcan.

En 1929, a bordo del buque de guerra Falke, viaja hasta Venezuela desde el puerto polaco de Gdynia junto con unos 200 mercenarios y un nutrido grupo de exiliados antigomecistas, incluyendo su hijo Carlos Delgado Chalbaud. En la isla de La Blanquilla cambia el nombre del Falke a General José Antonio Anzoátegui considerado como un acto de piratería. El 11 de agosto de 1929  los expedicionarios desembarcan en Cumaná donde Chalbaud muere en combate al intentar la toma del puente Guzmán Blanco, a la entrada de la calle Larga (hoy avenida Bermúdez). Entre las bajas de las tropas gomecistas destaca el presidente del estado Sucre Emilio Fernández.
Poco después el secretario de la expedición, el escritor José Rafael Pocaterra, abandona en el barco las costa cumanesas y arroja al mar en ruta hacia Trinidad el cuantioso parque traído desde Alemania, dejando a los invasores (los hermanos Francisco de Paula y Pedro Elías Aristeguieta confabulados con Delgado), para actuar desde tierra desprovistos de armas y pertrechos.

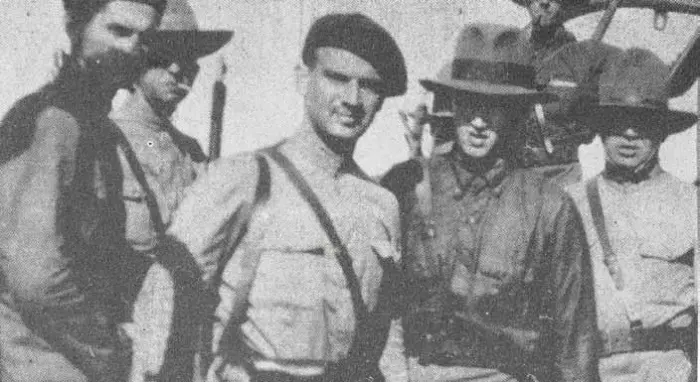
De izquierda a derecha, Rafael Vegas, Juan Colmenares, Armando Zuloaga Blanco, Carlos Delgado Chalbaud y Edmundo Urdaneta a bordo del Falke.

En el movimiento del Falke participaba gente muy distinta en su forma de actuar, desde caudillos, militares de escuela, guerrilleros, hasta notables lieratos y científicos. Entre los miembros de la Junta Revolucionaria en el Exilio figuraban Santos Dominici, presidente; Alberto Smith, vicepresidente; Rufino Blanco Fombona, secretario general; Jugo Delgado, tesorero; Atilano Carnevali, general Román Delgado Chalbaud, como director de la Guerra, José Rafael Pocaterra, secretario general; el coronel Samuel Mc Gill, el general Doroteo Flores, Luis Rafael Pimentel, el capitán Francisco Angarita Arvelo, Armando Zuloaga Blanco, y otros jóvenes como Rafael Vegas, Julio Mc Gill, Carlos Delgado Chalbaud, hijo de Román Delgado, quien fuera asesinado años más tarde, en 1950 cuando desempeñaba la presidencia de la Junta Militar de Gobierno". También estaban comprometidos en ello, el general Régulo Olivares, y Leopoldo Baptista. El proyecto de invasión fue descubierto por José Ignacio Cárdenas, agente diplomático y policial del presidente Gómez en Europa cuyas informaciones mantuvieron en alerta a las tropas leales en las costas venezolanas ante la posible incursión de buques piratas.
En el mismo año 1929 la dictadura de Juan Vicente Gómez se enfrentó con éxito a varias insurrecciones. En febrero, Emilio Arévalo Cedeño invade por sexta vez a Venezuela y dos meses después se alza el general José Rafael Gabaldón, en su hacienda Santo Cristo, cerca de Biscucuy. Los generales Norberto Borges y Ramón Dorta, se alzan en mayo en la parte central del país; para apoyar al general Gabaldón, pero luego de algunas escaramuzas, fueron derrotados y reducidos a prisión en La Rotunda. En junio del mismo año 29, Rafael Simón Urbina asalta y toma a Curazao e inmediatamente invade Venezuela por el estado Falcón fracasando en el intento de tomar Coro. Adicionalmente, expulsó a monseñor Salvador Montes de Oca, IX obispo de la ciudad de Valencia, quien más tarde fue fusilado por los nazis en los últimos años de la Segunda Guerra Mundial. Los restos de Delgado Chalbaud fueron trasladados a Caracas e inhumados en el Cementerio General del Sur el 10 de diciembre de 1953.